# Timpuri nenumărate
Timpuri nenumărate (1962/1969) (titlu original Times Without Number) este o culegere care cuprinde trei povestiri de istorie alternativă ale lui John Brunner, adunate laolaltă și revizuite pentru a avea consistența unui roman.

## Conținut
- Odoare din trecut (Spoil of Yesterday)
- Cuvântul nescris (The Word Not Written)
- Rotunjimea timpului (The Fullness of Time)

Povestirile au fost publicate inițial în 1962, trei numere consecutive ale revistei britanice Science Fiction Adventures: "Odoare din trecut" în nr. 25, "Cuvântul nescris" în nr. 26, iar "Rotunjimea timpului" în nr. 27. 
În același an, Ace Books a publicat un roman care conținea versiuni revizuite ale celor trei povestiri, alături de romanul "Destiny's Orbit" al lui David Grinnell (Donald A. Wollheim). Șapte ani mai târziu cartea a fost republicată într-o versiune pe care Brunner a revizuit-o și a extins-o considerabil, fiind diferită atât de versiunile apărute în revistă, cât și de cea apărută în 1962.
Unele liste includ cartea la secțiunea Romane, în timp ce altele o consideră "Culegere de povestiri". În realitate, povestirile diferă între ele în ceea ce privește locația și acțiunea, elementele comune fiind reprezentate de universul pe care îl împart și de unele dintre personaje.
Traducerea românească a fost realizată după ediția din 1969.

## Cadrul istoric alternativ
În 1588, Invincibila Armada condusă Ducelui de Parma, a reușit să invadeze cu succes Anglia, în mare parte și datorită secundului ducelui - Barton, fiu nelegitim al unui nobil catolic scoțian - care s-a dovedit a fi unul dintre cele mai mari talente militare ale istoriei. Finalul cărții explică faptul că istoria așa cum o cunoaștem noi e diferită de cea prezentată în carte tocmai pentru că Barton ar fi fost omorât înainte de a apuca să devină personalitatea pe care a reprezentat-o în acea istorie alternativă.
După ocuparea Angliei, Spania a înfrânt revolta Țărilor de Jos și a absorbit Franța, însă a neglijat apărarea propriei peninsule, care a fost recucerită de "Noul Califat" (probabil legat de Imperiul Otoman - Brunner doar menționează evenimentul, fără a furniza detalii), inversând acțiunea reconquistei. Refugiații spanioli au fugit în insulele britanice, care avea să devină noua bază a imperiului lor, asimilând treptat populația locală.
Având deja în stăpânire America Centrală și de Sud, Imperiul a preferat să sprijine poporul Mohawk în tentativa acestuia de a cuceri America de Nord. Conducătorii mohawki și-au stabilit sediul în New Madrid (pe locul New York-ului nostru) și au fost primiți în rândul nobilimii Imperiului.
Între timp, Imperiul Habsburgic a devenit o "Confederație" puternică, conducând Europa Centrală și de Est, rivalizând cu Imperiul. În 1892, italianul Boromeo a descoperit secretul călătoriei temporale, deși restul tehnologiei din istoria alternativă nu a depășit cu mult nivelul secolului al XVI-lea.

## Intriga

### Odoare din trecut
Don Miguel Navarro, membru al Societății Timpului, participă la un banchet organizat de Marquesa de Jorque. Gazda îi arată o mască aztecă de aur primită în dar, iar Don Miguel recunoaște imediat în ea un produs de contrabandă temporală. Investigațiile întreprinse îl conduc către Don Arcimboldo Ruiz, un nobil implicat în achiziționarea ilegală de bunuri din trecut. După arestarea infractorului, Don Miguel călătorește în trecut, redând masca timpului din care făcea parte, fiind apoi decorat pentru meritele sale.

### Cuvântul nescris
În timp ce participa la banchetul dat în ajunul Anului Nou la palatul Prințului Noii Castilii, Don Miguel se întâlnește cu Lady Kristina, fata ambasadorului suedez. Cei doi pleacă împreună să participe la festivitățile din oraș și întâlnesc o femeie îmbrăcată ciudat, care bate o serie de oameni înainte de a fi imobilizată. Artele marțiale stăpânite e femeie sunt necunoscute în occident în această istorie alternativă, așa încât Don Miguel bănuiește o nouă ilegalitate comisă în cadrul călătoriilor temporale.
Presupunerile sale se adeveresc, o duzină de femei războinice omorând toți demnitarii și dând foc castelului. Se dovedește că ele vin dintr-o linie paralelă a timpului, în care un rege mongol conduce Asia și Europa. Don Miguel și maestrul teoretician al Societății Timpului, părintele Ramón, folosesc liturghia trans-temporală ținută de Anul Nou pentru a avertiza o versiune mai veche a părintelui Ramón despre problemă, astfel încât acesta să poată interveni înainte ca încălcarea legislației temporale să fi avut loc. În final, Don Miguel alege să păstreze în memorie acest eveniment, despre care nimeni nu își mai amintește nimic odată ce timpul este readus în matca sa. 

### Rotunjimea timpului
În vacanță, Don Miguel călătorește în California, un loc rareori vizitat de europeni. Un localnic mohawk, pe nume Doi Câini, îi arată o piesă metalică descoperită într-una din minele din zonă, neexploatate până la acea dată. Temându-se de o încălcare a acordului dintre Imperiu și Confederație, Don Miguel anunță Societatea Timpului, care îl trimite alături de părintele Ramón să investigheze trecutul. Cercetările dovedesc faptul că, într-adevăr, mineri confederați din secolul XX au călătorit în trecut în acea zonă, exploatând zăcămintele e acolo. 
Dar în spatele acestui scenariu stă Doi Câini, care manipulează Confederația pentru a determina prăbușirea Imperiului. Încolțit, acesta fuge în timp în perioada în care Invincibila Armada se pregătește să invadeze Anglia și îl asasinează pe Barton, geniul militar care a permis existența acestei istorii alternative. Don Miguel pornește în urmărirea lui Doi Câini și, când își dă seama de consecințele dezastruoase pe care le poate avea gestul amerindianului asupra viitorului, fuge înapoi în timpul său pentru a-și avertiza superiorii. Este prea târziu însă, deoarece istoria a fost alterată, iar Don Miguel ajunge într-un viitor aparținând istoriei așa cum o cunoaștem noi.

## Opinii critice
Scriitorul de science fiction și fantasy Jo Walton apreciază că "ideile sunt cea mai bună parte" a cărții, care  "dacă ar fi fost scrisă astăzi, ar fi fost de două ori mai lungă și deloc mai reușită". Gold, pe de altă parte, sesizează că "nu există aici prea multe elemente care să nu fi fost explorate în alte călătorii temporale", dar este de acord că această carte "le precede probabil majoritatea celorlalte". Legat de aspectul stilistic, aprecierile sunt la fel de rezervate: "scrierea este decentă, dar nu excelentă și pare oarecum depășită".
La rândul său, Rich Horton consideră finalul "de-a dreptul strălucitor", subliniind că "Brunner studiază implicațiile călătoriei temporale direct și sincer, ajungând la singura concluzie sensibilă".